# Museu da Comunicação Hipólito José da Costa
O Museu da Comunicação Hipólito José da Costa (MCHJC) é um museu brasileiro, localizado em Porto Alegre, na rua dos Andradas 959. É uma instituição subordinada à Secretaria da Cultura do Estado do Rio Grande do Sul. 
Preserva um vasto e valioso acervo refente às mídias e à comunicação no estado e no Brasil, e mantém múltiplas atividades para o público e pesquisadores. O prédio histórico, antiga sede do jornal A Federação, é tombado pela Prefeitura, pelo Instituto do Patrimônio Histórico e Artístico do Estado do Rio Grande do Sul (IPHAE) e pelo Instituto do Patrimônio Histórico e Artístico Nacional (IPHAN).

## O prédio histórico
O prédio foi construído para ser a nova sede do jornal A Federação, fundado no ano de 1884, durante o Império, servindo como propaganda das idéias republicanas, tendo entre seus criadores Assis Brasil e Júlio de Castilhos, assim como outras ilustres personalidades políticas da época. Depois de instituída a República, A Federação tornou-se o principal órgão do Partido Republicano Rio-Grandense.
O responsável pelas obras foi o engenheiro civil gaúcho Teófilo Borges de Barros, que participou também da construção de outros prédios em Porto Alegre, além da reforma da Biblioteca Pública do Estado. O prédio foi inaugurado em 6 de setembro de 1922, durante as comemorações pelo centenário da Independência, estando presentes o presidente do estado Borges de Medeiros e outras autoridades.
O jornal foi extinto por imposição do Estado Novo em 17 de novembro de 1937, passando o prédio, no ano seguinte, a sediar o Jornal do Estado, posteriormente transformado no Diário Oficial. O Diário em 1973 passou a ser impresso pela Companhia Rio-Grandense de Artes Gráficas, e em setembro de 1974, com a criação do Museu da Comunicação Social, o edifício foi destinado para abrigar a nova instituição.
O prédio tem um estilo classicista, pés-direitos altos e uma área total de 3,16 mil metros quadrados. A construção original foi destruída parcialmente por um incêndio em 1947, e foi recuperada ampliando-se sua estrutura pelos fundos, ao longo da Rua Caldas Júnior. Tem uma fachada com três portais encimados por óculos vazados com vitrais, colunas toscanas na base e coríntias nos pavimentos superiores, cornijas em realce e relevos ornamentais, sendo arrematado por uma platibanda com balaustradas e um frontão, sobre o qual destaca-se uma estátua feminina alegórica representando a Imprensa portando uma tocha, esculpida pelo artista italiano Luís Sanguin. Sua fachada lateral na Rua Caldas Júnior é sóbria, com um ritmo regular de aberturas com caixilhos de madeira. O prédio foi tombado pela Prefeitura de Porto Alegre em 1977, pela Portaria nº 06 de 3 de julho de 1982 foi tombado pelo IPHAE como Patrimônio Histórico do Estado, e depois foi tombado pelo IPHAN como Patrimônio Nacional. Em anos recentes passou por importantes obras de conservação e restauro.

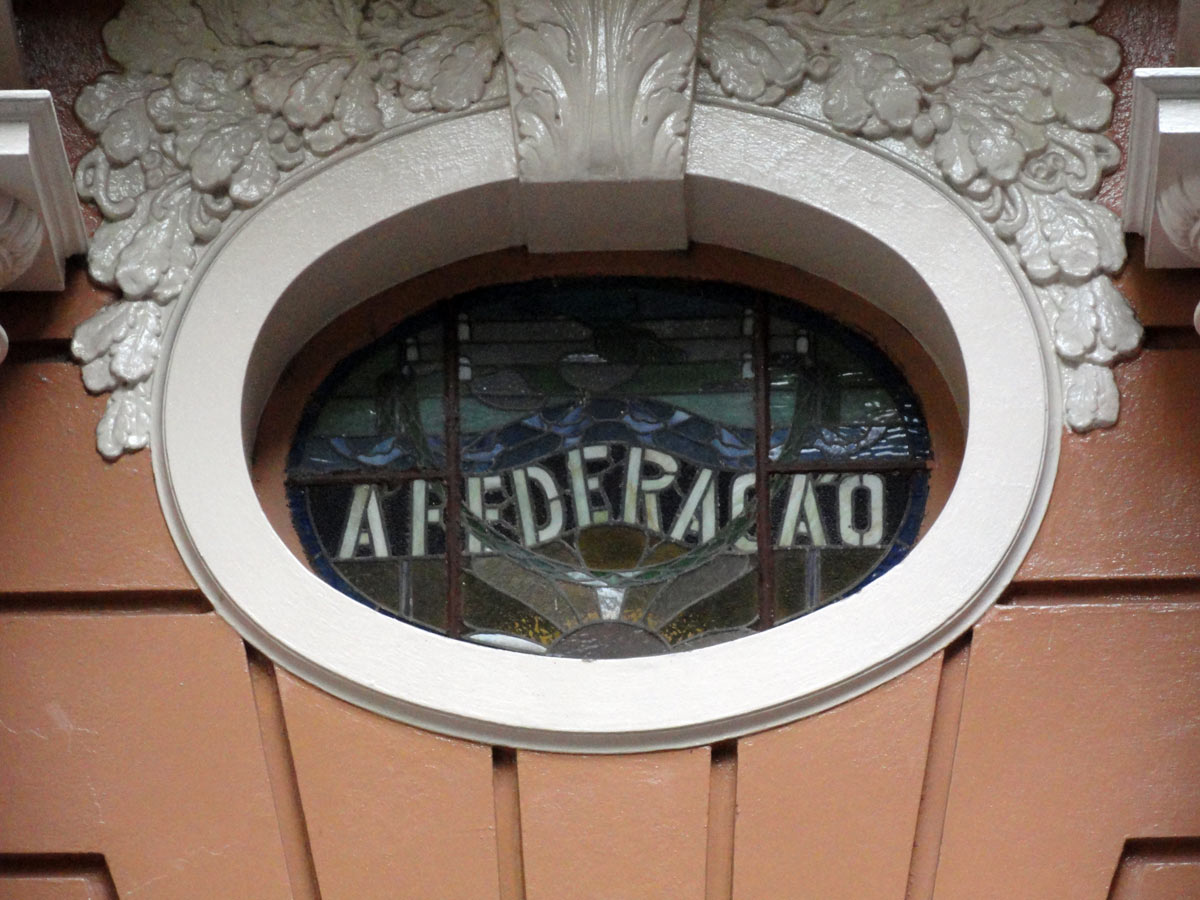
Vitral com o nome do jornal A Federação sobre a entrada

Tem um porão de concreto armado que permanece vazio, pois tem uma cisterna para recolher a água de uma fonte que ali nasce, o que tem sido um problema permanente por causa da umidade com que impregna o edifício. Em dias de chuva forte a cisterna transborda e alaga o porão. Os demais pavimentos são de alvenaria de tijolos maciços. No pavimento no nível da rua funcionam a Recepção, a Sala de Vigilância, uma Sala Multiuso e os acessos para os demais pavimentos; um primeiro pavimento com o Setor Administrativo e um grande Salão de Exposição de Longa Duração, e um segundo pavimento com o Setor de Fotografia, a Reserva Técnica de Jornais e a Sala de Consulta aberta para o público e pesquisadores.
Há um anexo em estilo modernista nos fundos. Foi construído em 1991 em concreto armado pela Secretaria de Obras Públicas do Estado. Ali funcionam depósitos, as reservas técnicas de Discos, de Cinema e de Rádio e Fonografia e salas para exposição permanente de máquinas. Seus espaços internos são mal distribuídos para as necessidades do museu, tem problemas de infiltrações de umidade e goteiras, pisos de má qualidade, em grande parte deteriorados, e permanecia sub-utilizado em 2019. Contudo, o museu já havia sido incluído no Plano de Aceleração de Crescimento para as Cidades Históricas do governo federal, prevendo um restauro completo em suas estruturas.

## O museu

### Fundação e primeiros anos

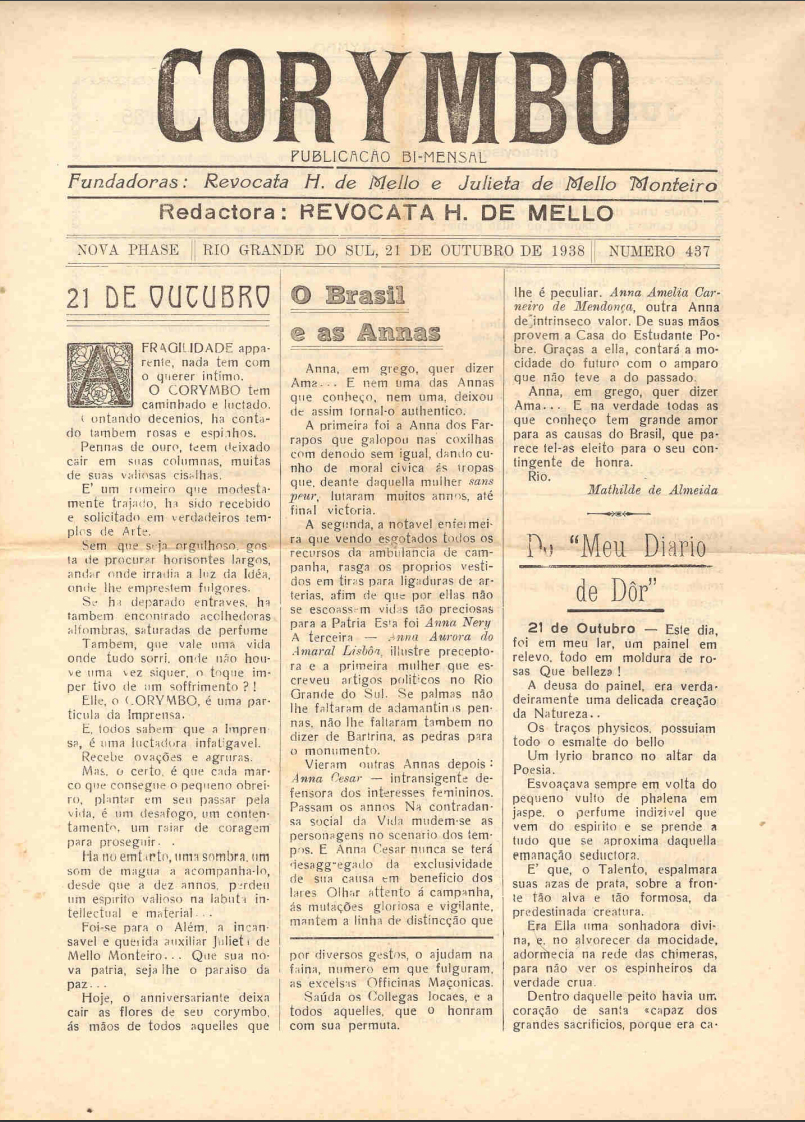
Capa da edição de O Corymbo de 21 de outubro de 1938

O museu foi idealizado pelo jornalista e professor universitário Sérgio Roberto Dillenburg, que a partir de 1972, em uma série de artigos publicados no Correio do Povo, preocupou-se com o destino que teriam importantes coleções estatais de jornais antigos que ele sabia estarem há anos se deteriorando, esquecidas num sótão da Secretaria de Educação e Cultura. Descobriu então que elas haviam sido remetidas para o Arquivo Histórico do Rio Grande do Sul, onde também foram negligenciadas. Inconformado, Dillenburg lançou uma campanha para sua preservação, na qual propunha a fundação de uma instituição específica para sua guarda.
A ideia inicial foi criar um Setor de Imprensa no próprio Arquivo Histórico, mas diante da negativa do diretor, Dillenburg pensou em criar um Museu da Imprensa, o que também não deu em nada. Por fim, conseguiu atrair o apoio do governador Euclides Triches e do secretário de Educação e Cultura Mauro da Costa Rodrigues para um Museu da Comunicação Social. O projeto foi encampado pelo Estado e foi designada uma comissão para organizar o futuro museu, composta de Dillenburg, administrador do projeto, mais o diagramador Cláudio José Batista Todeschini, que se encarregou de organizar o Setor de Cinema, e a jornalista Iara Bendatti, que ficou com as tarefas relacionadas ao Setor de Imagem e Som e o Setor de Imprensa. A proposta foi apoiada com entusiasmo pela Associação Rio-Grandense de Imprensa (ARI) em nota oficial de 17 de outubro de 1973. Já tendo garantido o uso da antiga sede do jornal A Federação para o museu, Dillenburg coletou o material existente no Arquivo Histórico e o depositou no novo destino. Segundo Vignol & Silva, 
"Para compreender melhor esta participação cabe ressaltar que à época ocorria um movimento político-cultural em Porto Alegre encabeçado por intelectuais gaúchos das mais diversas áreas, principalmente arquitetos e jornalistas, que batalhavam pela preservação do patrimônio histórico da cidade, que receberam a denominação de Barões do Cupim. Um destes intelectuais foi o jornalista e político gaúcho Alberto André, presidente da ARI na época, que assumiu, junto a Dillenburg, a campanha para a criação do museu".
Enquanto isso, era criada uma comissão para preparar os estatutos, também posta sob a direção de Dillenburg. O documento previa a criação de um Conselho Deliberativo constituído por "um representante de cada Associação, Sindicato ou Federação de classe e de cada Escola de Comunicação Social do Estado, que existam ou venham existir". O esboço de estatutos foi aprovado pelo Departamento de Assuntos Culturais da Secretaria de Educação e Cultura do Estado, e terminada a burocracia, em 6 de setembro de 1974, através da Portaria nº 01.804, o museu foi fundado pela Secretaria como um dos seus departamentos, com o nome de Museu da Comunicação Social. De acordo com seu Regimento Interno, o Diretor da Instituição deveria ser indicado pela Secretaria, ser uma personalidade reconhecida da área da Comunicação, bem como um administrador capaz. Em dezembro já estava aberto para o público, apresentando uma coleção de jornais raros, um videofone, um aparelho de telex e telefones antigos.
Em 30 de dezembro de 1975 o museu recebeu a sanção oficial do governador do estado através do Decreto nº 24.366, com o nome de Museu da Comunicação Social Hipólito José da Costa, homenageando o Patrono da Imprensa Brasileira. O Decreto foi publicado no Diário Oficial em 5 de janeiro de 1976. Hipólito José da Costa lançou o famoso Correio Braziliense em 1 de junho de 1808, o primeiro jornal brasileiro, pregando ideias liberais e nacionalistas, como a abolição da escravatura, uma monarquia constitucional e a independência das Américas.

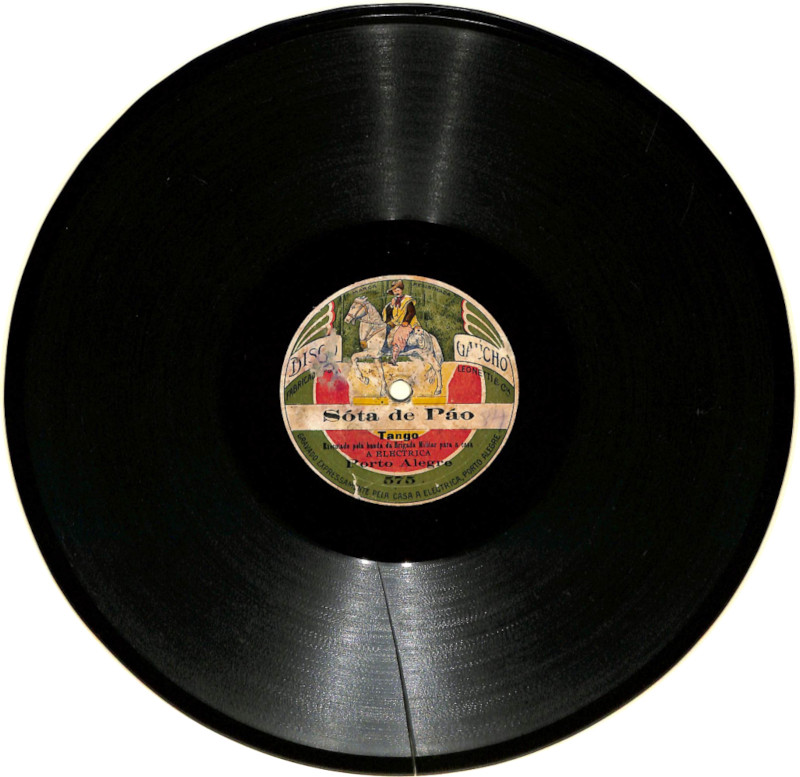
Disco de 78 rotações lançado pela Casa A Eléctrica de Porto Alegre, com a gravação do tango Sóta de Páo, c. 1915

O novo museu tinha a missão de recolher e selecionar material referente à área; organizar, ampliar e pesquisar seu acervo; propiciar consultas e informações e promover atividades que auxiliassem o conhecimento da história da comunicação no Rio Grande do Sul. No Ato solene de criação em 10 de setembro de 1974 no Salão de Atos da Secretaria de Educação e Cultura, segundo Vignol & Silva, 
"[...] foram destacados, entre outros pontos, a importância do museu para pesquisa e história da evolução dos meios de comunicação social e sua difusão; a simbologia do prédio que abrigou o jornal A Federação; o papel do patrono – Hipólito José da Costa –; a valorização da comunicação pelo Governo como um meio de interligação entre povo e sociedade; a relação estreita entre os comunicadores do Estado com o governador da época, Euclides Triches; o papel da tecnologia em relação ao desenvolvimento do estado e do país; a campanha para a doação de acervos (veiculada em jornais, inclusive); a vinculação aos anseios de um projeto de criação de um Museu da Imagem e do Som (citando, inclusive, a possibilidade da criação de uma espécie de 'sub-museu' da Imagem do Som na futura instituição) e a designação da primeira função do museu de realizar uma Galeria de Vozes, contendo gravações de personalidades consideradas de destaque para a história do Estado".
Surgindo em plena ditadura militar, período de censura dos meios de comunicação e perseguições políticas, a encampação do museu pelo Estado minimizou a participação dos jornalistas independentes na determinação da sua linha de ação, pois o governo tinha interesse em controlar a construção de uma "história oficial" da Comunicação no estado. Algum tempo depois o próprio Dillenburg acabou afastado do museu pelo Governo, acusado de ser comunista por ter organizado uma mostra de cinema russo.
O arquivo inicial foi constituído de coleções e exemplares variados de jornais e outras publicações, procedentes do Arquivo Histórico, da Biblioteca Pública e do Museu Júlio de Castilhos.

### Crise e recuperação
Depois de um início entusiástico, com a redemocratização do país na década de 1980 o museu saiu do centro dos interesses propagandísticos do Governo e caiu em abandono, e sua história interna se torna obscura pela escassez de documentação disponível. Em meados da década de 2000 o museu estava em plena decadência. De acordo com o relato da pesquisadora Ana Letícia Vignol, que lá trabalhou neste período, o aspecto do interior era lúgubre e solitário, um labirinto de salas mal sinalizadas, mal iluminadas e desoladas, escadas e elevador precários, poucos visitantes, poucos funcionários, que trabalhavam quase sem recursos, muitas vezes trazendo material de casa. "Minha opinião enquanto estagiária era de que o museu estava completamente abandonado. E mais, sempre esteve. Não que isso fosse um privilégio dele, quem frequenta os museus da região é capaz de considerar que o Museu Antropológico está e esteve em situação bem pior. De qualquer forma, é chocante o descaso com o Hipólito, independente do partido político que esteja no governo. Pouca coisa mudou desde sua fundação". Sua função como museu, segundo a pesquisadora, tampouco ainda havia sido plenamente desenvolvida, e funcionava então mais como um arquivo ou biblioteca para uso de pesquisadores.

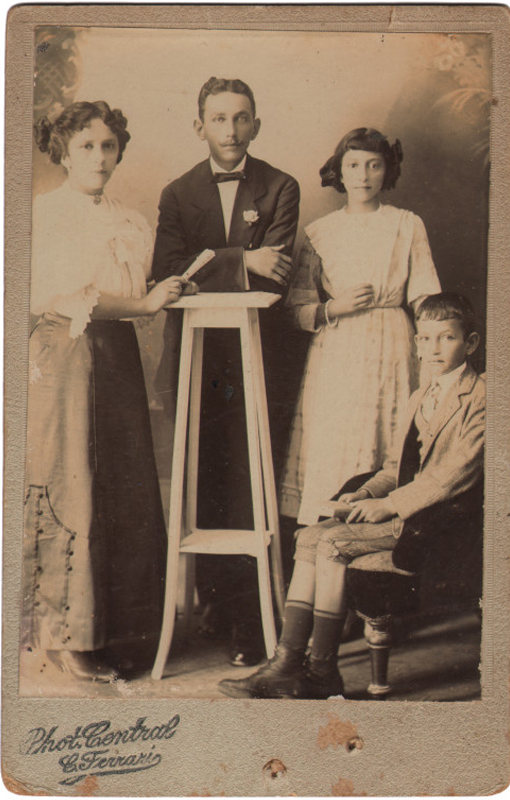
Retrato de família não identificada, estúdio Ferrari, c. 1900

Após ser contemplado pelo Projeto Programa Petrobras Cultural em 2005, o acervo começou a ser higienizado, inventariado, catalogado e digitalizado. Em 2009, recebendo mais de 240 mil reais em investimentos através do Programa Monumenta, foi possível recuperar elementos originais do prédio, reformar o telhado, pisos e iluminação, e instalar nova sinalização para o público, sendo reaberto em 2010. Neste ano também mudou sua denominação, removendo o "Social" de "Comunicação Social" e tornando-se o Museu da Comunicação Hipólito José da Costa. Revigorado, entre 2010 e 2016 recebeu 63.489 visitas.
Passando por novas dificuldades e tendo problemas na estrutura do prédio, foi fechado para consultas em 2016. A instituição alegou que "as ações em andamento fazem parte do planejamento de reestruturação da instituição. As mudanças são necessárias para garantir de forma responsável a acessibilidade aos conteúdos das coleções". Então alguns historiadores lançaram a público denúncias contra o diretor, acusando-o de má gestão e conflito de interesses, o que ele negou, mas foi encaminhado ao Ministério Público pedido para seu afastamento, que foi atendido em caráter temporário, até que se finalizasse o inquérito para averiguar as denúncias. O museu reabriu em 2018. No mesmo ano, o prédio anexo, antes ocupado pela Companhia Rio-Grandense de Artes Gráficas, foi incorporado pelo museu, passando por uma reforma.
Em 2019, para comemorar seus 45 anos de vida, foi programado o seminário Os Museus por Dentro: Fomento e Boas Práticas na Gestão Museológica, quando foi lançado um selo comemorativo e divulgado o seu primeiro Plano Museológico, conformando-se à legislação vigente, contendo um diagnóstico completo da instituição, um modelo para reestruturação e um programa abrangente de ações para serem desenvolvidas nos próximos anos. Na ocasião também foram anunciados o projeto de lançar de um catálogo e a criação de uma campanha de financiamento coletivo, visando obter recursos para manutenção e melhorias no prédio.
De acordo com o Plano Museológico, o museu é uma instituição sem fins lucrativos, "a serviço da sociedade e do seu desenvolvimento, da democracia e da diversidade cultural. Aberta ao público, adquire, conserva, investiga, comunica e expõe o patrimônio material e imaterial da humanidade e do seu meio envolvente com fins de educação, estudo e deleite". Sua missão oficial é "preservar e difundir os suportes e as memórias das distintas formas de comunicação presentes na sociedade gaúcha, tendo como foco as produções originárias e/ou referentes ao estado do Rio Grande do Sul". É registrado no Cadastro Nacional de Museus do Instituto Brasileiro de Museus e no Sistema Nacional de Informações e Indicadores Culturais.
O museu também possui biblioteca e laboratórios, oferece assessoria para pesquisadores, e além das exposições desenvolve atividades educativas como visitas guiadas, cursos, oficinas, encontros, palestras, conferências e seminários. Segundo Ruth Testolin, o museu é um dos atrativos do projeto Corredores Culturais de Porto Alegre, sendo destacado tanto pela sua arquitetura como pelo seu "importante papel na preservação da memória da comunicação do estado do Rio Grande do Sul, pois disponibiliza ao público um acervo composto de periódicos, fotografias, vídeos, filmes, discos, material de propaganda e objetos ligados aos veículos de comunicação".

### Desafios

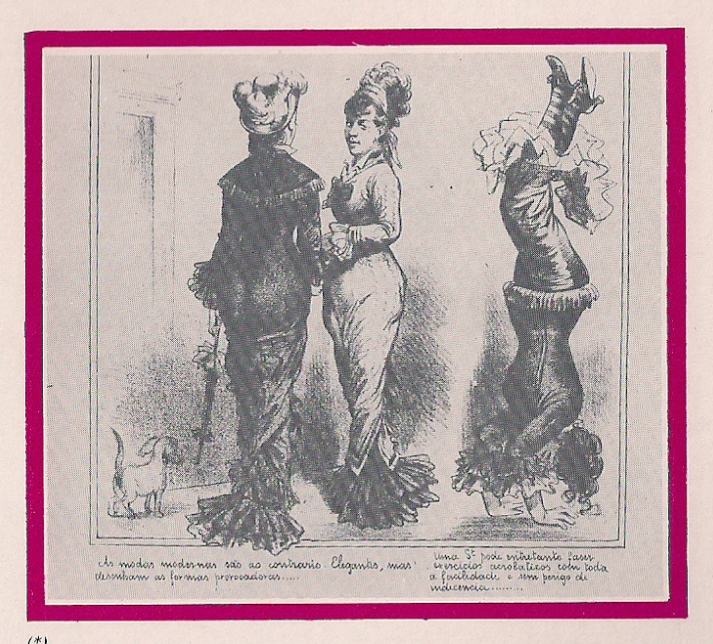
Caricatura de Cândido Aragonez de Faria para o jornal O Fígaro

O museu sofre com uma crônica carência de verbas suficientes para uma adequada conservação do prédio e do acervo e para o desenvolvimento e atualização das atividades museológicas. Além disso, segundo Ana Letícia Vignol, "como é o caso de muitas instituições públicas, a cada troca de governo, ocorre uma troca de equipes administrativas e os servidores que lá atuam e conhecem a realidade do trabalho no museu, ficam reféns de orientações políticas diversas".
O Plano Museológico de 2019 identificou uma série de importantes deficiências sistêmicas a serem corrigidas, entre elas desconhecimento da extensão e condição exatas do acervo, não havendo um catálogo ou livro-tombo completo e unificado que reúna as informações de todos os setores; falta de uma política de acervo e de uma linha curatorial consistentes; ausência de um setor especializado em pesquisa; escassez de pessoal capacitado; falta de planejamento de longo prazo, e condições de conservação das coleções longe das ideais, não havendo nem ar condicionado. O prédio também já precisava de novas reformas e consertos. A própria Associação de Amigos, criada em 1983 para apoiar as atividades do museu, em 2019 estava completamente esvaziada, sem nenhum sócio e sem diretoria.
O museu foi fechado novamente em 2020 durante a pandemia de covid-19. Durante a grande enchente de 2024 o térreo do museu foi alagado, causando danos no mobiliário, mas o acervo não foi atingido, sendo fechado para recuperação dos estragos.

## Acervo

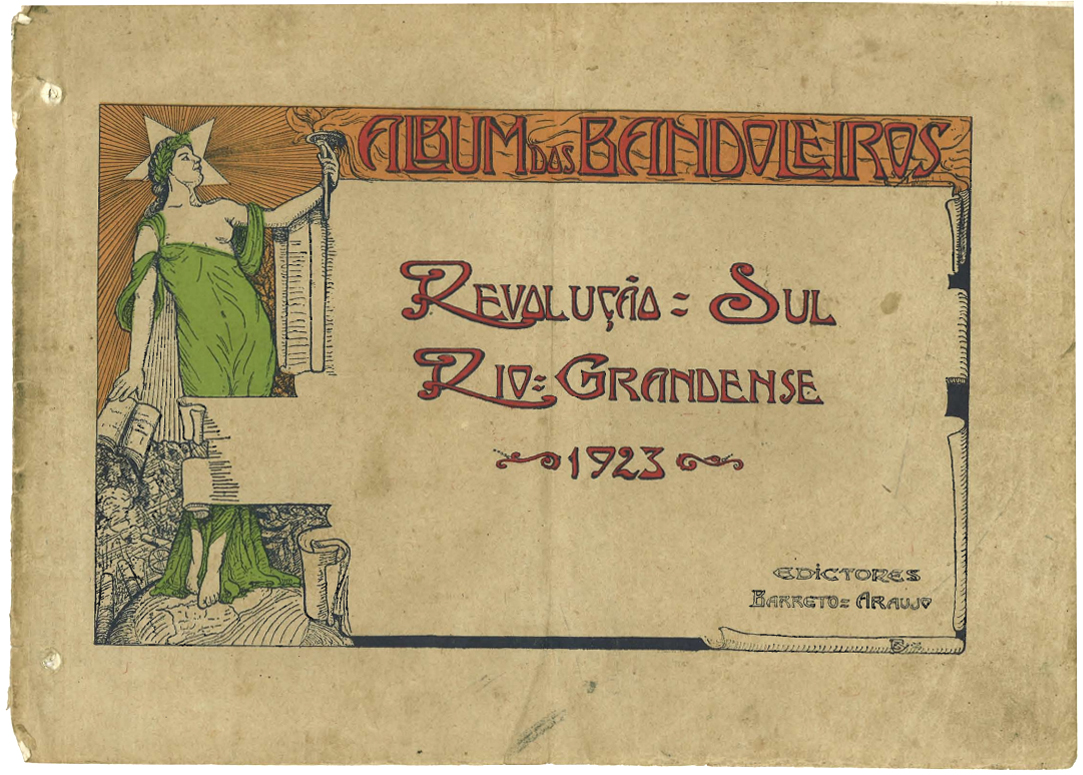
Capa do Álbum dos Bandoleiros, referente à Revolução de 1923

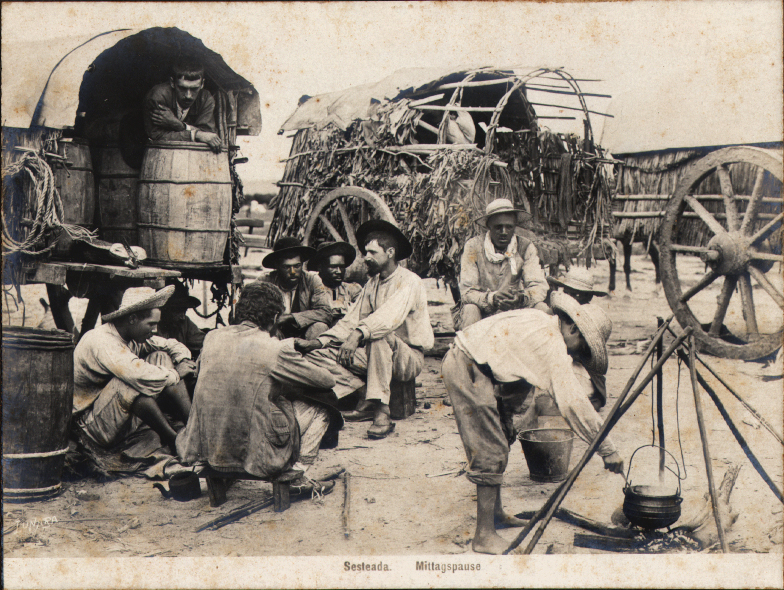
Sesteada, foto de Lunara

A instituição conta com um acervo vasto relacionado a mídias e à comunicação, nas áreas de imprensa, televisão, vídeo, rádio, fonografia, publicidade, propaganda, fotografia e cinema. Segundo Ana Ramos Rodrigues, "o MCHJC salvaguarda um acervo muito importante para narrar a história do Rio Grande do Sul e do Brasil. Através de seu acervo de imprensa, dos exemplares dos jornais, das fotografias, de seus filmes, de seus discos, de seu material de propaganda e demais objetos relacionados à comunicação, o MCHJC evidencia a relação homem/bens culturais".
O seu acervo é um dos maiores da América Latina em seu gênero e uma valiosa fonte para pesquisadores, "contribuindo", conforme Carlos Roberto da Costa Leite, "de forma substancial na produção cultural do nosso Estado. [...] Ao contemplar os aspectos sociopolítico, econômico e cultural, este tesouro, sob a forma de impressos, representa a construção identitária de um povo e suas lutas em prol da conquista da cidadania plena". Para Igor Natusch, "distribuídos pelos quatro pisos do edifício, estão mais de 200 anos de história da imprensa, além de arquivos significativos em áudio, vídeo, cinema e fotografia. Um tesouro que está à disposição dos visitantes".
Coleções
- Imprensa Escrita, com coleções de jornais, revistas e cartuns publicados no estado e no Brasil, com mais de 1,3 mil títulos de jornais e mais de 1,1 mil de revistas,[30] destacando-se o Diário de Porto Alegre, primeiro jornal impresso no Rio Grande do Sul; O Corymbo, um dos principais jornais feministas do país; O Noticiador, primeiro jornal do interior do estado; A Sentinela do Sul, primeiro jornal ilustrado do sul do país, além dos importantes jornais políticos A Reforma e A Federação, a Revista do Partenon Literário, de grande expressão cultural no século XIX, e a popular Revista do Globo.[3]
- Publicidade e Propaganda, com cerca de 20 mil itens[30] de uma grande diversidade de impressos, entre eles libretos, folhetos de propaganda comercial, institucional, política e religiosa, cartazes, ilustrações, anúncios, catálogos, bilhetes de loteria, calendários e outros.[3][31]
- Rádio e Fonografia, com um acervo de discos, gravações, roteiros de programas radiofônicos, fotos, depoimentos de personalidades da área cultura e política do estado, e scripts de radionovelas.[3][31]
- Cinemateca, com cerca de 8 mil filmes em película e vídeo nos gêneros de documentários, ficção, cinejornais, registros domésticos, curtas-metragens e telejornais de meados da década de 1940 até a década de 1980; livros, revistas, anúncios, reportagens, folhetos publicitários, cartazes e folders relacionados ao cinema; roteiros de programas televisivos.[3][31]
- Fototeca, abrigando coleções de fotógrafos gaúchos de reconhecida relevância, como os Irmãos Ferrari, Virgílio Calegari, Lunara e Salomão Scliar, além de uma vasta coleção oriunda do Arquivo do Palácio Piratini, com mais de 700 mil imagens.[3]
- Tridimensional, Vídeo e Televisão, com equipamentos para produção e operação de mídias, como receptores de rádio, toca-discos, gravadores, projetores, gramofones e máquinas de impressão. O museu possui o acervo de aparelhos e gravações de programas da extinta TV Piratini.[3][31]